# 长崎原爆资料馆
长崎原爆资料馆（英語：Nagasaki Atomic Bomb Museum）是一座位于日本长崎市的资料馆。1945年8月9日上午11时02分美国空军曾在长崎投下原子弹。

## 历史
1996年4月建成完工，位于日本长崎市和平公园内，代替之前被毁坏的长崎国际文化会馆。广岛市同样有一个陈列展示广岛市原子弹爆炸的廣島和平紀念資料館。